# Triticum aestivum
Espèce
Triticum aestivum L. (1753) est une espèce de plantes monocotylédones de la famille des Poaceae (Graminées), sous-famille des Pooideae.
Elle regroupe plusieurs céréales cultivées qui en sont des sous-espèces.

## Taxonomie
Auparavant, Triticum aestivum désignait le blé tendre uniquement, et d'autres céréales étaient considérées comme des espèces botaniques (ex. l'épeautre était désigné par Triticum spelta). En 2024, la plupart des bases de données de référence en botanique présentent ces céréales comme des sous-espèces de Triticum aestivum.
Selon World Checklist of Selected Plant Families (WCSP) (21 juillet 2024) et Catalogue of Life (21 juillet 2024) :
- Triticum aestivum subsp. aestivum - le blé tendre ou froment
- Triticum aestivum subsp. compactum (Host) H.Messik. - le blé hérisson ou blé compact
- Triticum aestivum subsp. macha (Dekapr. & Menabde) McKey
- Triticum aestivum subsp. spelta (L.) Thell. - l'épeautre ou grand épeautre
- Triticum aestivum subsp. sphaerococcum (Percival) Mac Key - le blé indien

Selon BioLib (21 juillet 2024)
- Triticum aestivum subsp. aestivum L. - le blé tendre ou froment
- Triticum aestivum subsp. compactum (Host) MacKey - le blé hérisson ou blé compact
- Triticum aestivum subsp. hadropyrum (Flaksb.) Tzvelev
- Triticum aestivum subsp. spelta (L.) Thell. - l'épeautre ou grand épeautre
- Triticum aestivum subsp. sphaerococcum (Percival) MacKey - le blé indien
- Triticum aestivum subsp. vavilovi (Tuman) Sears

Selon GRIN (21 juillet 2024) :
- Triticum aestivum subsp. aestivum - le blé tendre ou froment
- Triticum aestivum subsp. compactum (Host) Mac Key - le blé hérisson ou blé compact
- Triticum aestivum subsp. macha (Dekapr. & Menabde) Mac Key
- Triticum aestivum subsp. spelta (L.) Thell. - l'épeautre ou grand épeautre
- Triticum aestivum subsp. sphaerococcum (Percival) Mac Key - le blé indien
- Triticum aestivum subsp. tibeticum J. Z. Shao
- Triticum aestivum subsp. yunnanense King ex S. L. Chen

Selon ITIS (21 juillet 2024) :
- Triticum aestivum subsp. aestivum L. - le blé tendre ou froment

Selon World Flora Online (WFO) (21 juillet 2024)
- Triticum aestivum subsp. aestivum - le blé tendre ou froment
- Triticum aestivum subsp. compactum (Host) H.Messik. - le blé hérisson ou blé compact
- Triticum aestivum subsp. macha (Dekapr. & Menabde) McKey
- Triticum aestivum subsp. spelta (L.) Thell. - l'épeautre ou grand épeautre
- Triticum aestivum subsp. sphaerococcum (Percival) Mac Key - le blé indien
- Triticum aestivum var. vavilovii (Tumanian) Sears